# Abraham Werner (Mediziner)
Abraham Werner (* 1519/1520 in Marienberg/Zwickau; † 19. Juni 1589 in Freiberg) war ein deutscher Mediziner und Hochschullehrer. Er wirkte als Professor, Leibarzt sowie Armenarzt und Stadtarzt in verschiedenen sächsischen Städten.

## Leben und Ausbildung
Abraham Werner wurde als Sohn eines Zwickauer Ratsherrn geboren und schrieb sich im April 1544 an der Universität Wittenberg ein. Er magistrierte am 28. Juni 1552 in Wittenberg. Seine Promotion zum Doktor erfolgte ebenfalls dort am 26. Oktober 1562 unter Caspar Peucer.

## Berufliche Laufbahn
Werner war ab 1560 in Marienberg noch ohne Promotion als Armenarzt tätig. Nach seiner Promotion übernahm er 1564 eine Professur und das dritte medizinische Ordinariat in Wittenberg; dort publizierte er 1567 eine lateinische Rede über die Herstellung von Bier, eine der frühesten Quellen für das Brauwesen. Er wurde 1555 zum Hofarzt berufen und 1565 zum kursächsischen Leibarzt bestellt. Werner besaß zudem von 1567 bis 1582 das Haus Markt 23 in Wittenberg. 1577 lehnte er die Übernahme des zweiten Ordinariats ab und wurde ab 1579 als Stadtarzt in Freiberg tätig. Seine Bestallung zum Leibarzt des Kurfürsten August in Dresden erfolgte am 21. September 1588, wo er sich neben der kurfürstlichen Familie auch um das Wohl weiterer Adeliger und Hofbediensteter kümmerte. Er verstarb am 19. Juni 1589 in Freiberg.

## Familie
Werner heiratete Magdalena Sandler am Tag seiner Promotion im Jahr 1562.